# ロイド・ロブソン・オーヴァル
ロイド・ロブソン・オーヴァル(Lloyd Robson Oval)は、パプアニューギニア, ポートモレスビーにある多目的スタジアム。ラグビーリーグパプアニューギニア代表(en)のホームスタジアムとなっている。収容人数は10,000。

## 概要
1985-1988(en)と1989-1992(en)に行われたラグビーリーグ・ワールドカップでは、ホストスタジアムとして3試合ずつ(計6試合)が行われている。